# Delma elegans
Delma elegans är en ödleart som beskrevs av  Arnold Girard Kluge 1974. Delma elegans ingår i släktet Delma och familjen fenfotingar. Inga underarter finns listade i Catalogue of Life.
Arten förekommer i delstaten Western Australia i Australien. Honor lägger ägg.